# Psammophis angolensis
Espèce
Synonymes
- Amphiophis angolensis Bocage, 1872
- Ablabes homeyeri Peters, 1877

Psammophis angolensis est une espèce de serpents de la famille des Lamprophiidae.

## Répartition
Cette espèce se rencontre :
- dans le nord-est de l'Afrique du Sud ;
- en Angola ;
- dans le nord du Botswana ;
- dans le sud de la République démocratique du Congo ;
- en Éthiopie ;
- au Malawi ;
- au Mozambique ;
- dans le nord-est de la Namibie ;
- dans le sud de la Tanzanie ;
- en Zambie ;
- au Zimbabwe.

Elle est présente jusqu'à 1 500 m d'altitude.

## Étymologie
Son nom d'espèce, composé de angol[a] et du suffixe latin -ensis, « qui vit dans, qui habite », lui a été donné en référence au lieu de sa découverte, l'Angola.

## Publication originale
- Bocage, 1872 : Diagnoses de quelques espèces nouvelles de Reptiles d'Afrique occidentale. Jornal de Sciencias Mathematicas, Physicas e Naturaes Academia Real das Sciencias de Lisboa, vol. 4, p. 72-82 (texte intégral).